# Kronberg (Gemeinde Pinsdorf)
Kronberg ist eine Wochenendhaussiedlung in der Gemeinde Pinsdorf in Oberösterreich.
Die Siedlung befindet sich in der Ortschaft Großkufhaus, liegt westlich des Kronberges 815 m ü. A. knapp unterhalb am zum Hongar 943 m ü. A. verlaufenden Bergrücken und ist nach Süden exponiert. Sie besteht aus einem Gasthaus und mehreren Wochenendhäusern in einer Lichtung. Der Kronberg ist aufgrund seiner leichten und gut ausgebauten Wege ein beliebtes Wanderziel für Familien.